# Молодая Россия (еженедельник)
«Молодая Россия» (рус. дореф. «Молодая Россія») — русская еженедельная общественно-политическая и литературная газета (1905—1906).
Легальный орган студентов — социал-демократов Санкт-Петербурга. Газета была закрыта властями 13 (26) ноября 1906 года, оставшиеся номера конфискованы.

## История
Первый номер планировалось издать в конце декабря 1905 года, но по техническим причинам его перенесли на январь 1906 года.
Первый номер еженедельника «Молодая Россия» вышел 4 (17) января 1906 в Санкт-Петербурге, в конторе газеты «Новая жизнь».
В газете приняли участие: Адамович (Оловский), Алексинский, В. Базаров, А. Богданов, М. Горький, С. Гусев-Оренбургский, Н. Ленин, Юр. Каменев, А. Луначарский, Н. Нович (Н. Чужаков), М. Ольминский, Потресов (Староверов), Б. Родин, П. Румянцев, С. Струмилин, Скиталец, Тарасов, Е. Чириков и другие.
Газета была вскоре закрыта, многие члены редакции провели несколько месяцев в тюрьме.
Петербургский цензурный комитет в 1906 году организовал судебное преследование против редактора — издателя газеты «Молодая Россия» В. Э. Лесневского за напечатание в № 1 статьи Н. Ленина «Рабочая партия и её задачи при современном положении» и наложил арест на газету.
Председатель Совета министров С. Ю. Витте переслал в министерство внутренних дел П. Н. Дурново № 1 газеты «Молодая Россия» со статьей Н. Ленина, на котором Дурново пишет резолюцию с предложением арестовать Ленина, а директор департамента полиции Э. И. Вуич просит прокурора судебной палаты дать распоряжение об аресте Ленина, «как осмелившегося напечатать и распространить прямой призыв к вооруженному восстанию».

## Редакция
Редакция газеты состояла из студентов и недавно исключённых за революционную агитацию студентов.
В ней участвовали студенты: Абрамов, Азаров, Антипов, Н. Богданов, Бразоль, Войтинский, А. Гапеев, Гвоздев, Гольдбарг, Горохов, Домонтович, Дорошенко, Жарновецкий, Замятин, Каплан, Кузьмин, Лесневский, М. Мелик Шахназарян, Макаров, Новожилов, Павловский, Ротт, Н. Селюк, Н. Серебров, Славнин, Тимковский, А. Тихонов, Цензор, Энгель и др.

## Содержание № 1
1 год, № 1 содержал статьи:
- От редакции. С. 2-3.
- От комиссии безработных. С. 3.
- Ленин Н. Рабочая партия, её задачи при современном положении. С. 3-4.
- Стихи: Тарасов. Дерзости слава. Скиталец Долго я шёл без дороги… С. 4.
- Горький М. По поводу Московских событий. С. 4-7.
- Ольминский М. Политическая ловушка. С. 5-7.
- Гапеев А. А. Победители и побеждённые. С. 7-8.
- Тихонов А. Из прошлого. С. 7-11.
- Замятин А. Политический пустоцвет. С. 8-10.
- Хроника. С. 10-12.
- Из Парии. С. 13-14.
- Иностранное обозрение. С. 14-15.
- Наука и искусство. С. 15-16.
- Объявления. С. 16.